# Trinidad a Tobago na Letních olympijských hrách 2000
Trinidad a Tobago na Letních olympijských hrách 2000 reprezentovalo 19 sportovců (14 mužů a 5 žen) ve 3 sportech.

## Medailisté
| Medaile | Jméno      | Sport    | Disciplína        |
| ------- | ---------- | -------- | ----------------- |
| Stříbro | Ato Boldon | Atletika | muži běh na 100 m |
| Bronz   | Ato Boldon | Atletika | muži běh na 200 m |